# 闭苞买麻藤
闭苞买麻藤（学名：Gnetum cleistostachyum），为买麻藤科买麻藤属下的一个植物种。